# Pristomerus rufiabdominalis
Pristomerus rufiabdominalis är en stekelart som beskrevs av Tohru Uchida 1928. Pristomerus rufiabdominalis ingår i släktet Pristomerus och familjen brokparasitsteklar. Inga underarter finns listade i Catalogue of Life.